# Erik Santos de Gouveia
Erik Santos de Gouveia (Oranjestad, 30 augustus 1990 ) is een Arubaanse voetballer die speelt op het middenveld. Erik Santos de Gouveia komt hedendaags uit voor Racing Club Aruba, dat in de hoogste divisie van Aruba speelt. Sinds 2011 is hij tevens international van het Arubaans voetbalelftal en heeft hij 21 interlands gespeeld voor het land.

## Prijzenkast
- Arubaanse Division Honor: 6 keer - Seizoenen 2007-08, 2010-11, 2011-12, 2014-15, 2015-16, en 2018-19
- Torneo Copa Betico Croes: 4 keer - Seizoenen 2011-12, 2015-16, 2019-20, en 2021-22